# Седерквист, Яне
Яне Седерквист (швед. Jane Cederqvist; 1 июля 1945, Стокгольм — 15 января 2023, Стокгольм) — шведская пловчиха, серебряный призёр Олимпиады (1960).

## Биография
Родилась и выросла в Стокгольме, в 6 лет начала заниматься плаванием. Успешно выступая на юниорских соревнованиях, в 15 лет выступила на Летней Олимпиаде 1960 года, где завоевала серебро в заплыве 400 метров вольным стилем.
В 1961 году она ушла из спорта и сосредоточилась на учёбе, получив в 1970 году степень бакалавра истории. Спустя 10 лет она получила докторскую степень по истории после защиты своей диссертации. В последующие годы она работала на различных должностях в ряде местных и государственных органов власти, включая министерство по делам климата и промышленности и министерство финансов.
Скончалась 15 января 2023 года на 78-м году жизни после продолжительной болезни.